# اتسیو مانتلی
اتسیو مانتلی (ایتالیایی: Ezio Mantelli; ۱۰ فوریهٔ ۱۹۲۴ – ۲۷ ژوئن ۲۰۰۲) بازیکن بسکتبال اهل ایتالیا بود. وی در بازی‌های المپیک تابستانی ۱۹۴۸ شرکت کرده‌است.